# Список глав правительства Крыма
Председатель Совета министров является главой Правительства Крыма — высшего государственного органа исполнительной власти Крыма.

## Председатели Совета министров (премьер-министры) АР Крым
Пост председателя Совета министров Крыма был введён 22 марта 1991 года в связи с восстановлением в составе УССР Крымской АССР, путём преобразования исполнительного комитета Крымского областного Совета народных депутатов. При вступлении в должность президента Республики Крым Юрия Мешкова 4 февраля 1994 года по Конституции Крыма он стал главой Правительства Крыма. 29 сентября 1994 года Верховный Совет Крыма принял Закон Республики Крым «О Правительстве Крыма», где вводилась должность премьер-министра Правительства Крыма. 3 февраля 1997 года исполнительный орган власти в Крыму стал называться Советом министров Автономной Республики Крым.
- Виталий Владимирович Курашик (22 марта 1991 — 20 мая 1993)
- Борис Иванович Самсонов (20 мая 1993 — 4 февраля 1994)
- Юрий Александрович Мешков (4 февраля — 6 октября 1994 как президент Крыма)
- Анатолий Романович Франчук (6 октября 1994 — 22 марта 1995)
- Анатолий Иванович Дроботов (22 марта 1995 — 31 марта 1995)
- Анатолий Романович Франчук (31 марта 1995 — 26 января 1996)
- Аркадий Фёдорович Демиденко (26 января 1996 — 4 июня 1997)
- Анатолий Романович Франчук (4 июня 1997 — 27 мая 1998)
- Сергей Владимирович Куницын (27 мая 1998 — 25 июля 2001)
- Валерий Миронович Горбатов (25 июля 2001 — 29 апреля 2002)
- Сергей Владимирович Куницын (29 апреля 2002 — 20 апреля 2005)
- Анатолий Сергеевич Матвиенко (20 апреля 2005 — 21 сентября 2005)
- Анатолий Фёдорович Бурдюгов (23 сентября 2005 — 2 июня 2006)
- Виктор Тарасович Плакида (2 июня 2006 — 17 марта 2010)
- Василий Георгиевич Джарты (17 марта 2010 — 17 августа 2011)
- Павел Николаевич Бурлаков (исполняющий обязанности 17 августа 2011 — 8 ноября 2011)
- Анатолий Владимирович Могилёв (8 ноября 2011 — 27 февраля 2014)
- Сергей Валерьевич Аксёнов (27 февраля 2014 — 17 марта 2014)[5]
- Должность вакантна (с 17 марта 2014)

### Назначение и снятие с должности
Председатель Совета министров Крыма назначается на должность и освобождается от неё Верховным Советом Крыма по согласованию с Президентом Украины.
Председатель Верховного Совета Крыма представляет на согласование Президенту Украины кандидатуру Председателя Совета министров Крыма, получившую большинство голосов от общего числа депутатов Верховного Совета Крыма, полномочия которых признаны.

Председатель Верховного Совета Крыма вносит на согласование Президенту Украины вопрос об освобождении от должности Председателя Совета министров Крыма на основании соответствующего решения Верховного Совета Крыма, принятого большинством голосов от общего числа депутатов Верховного Совета Крыма, полномочия которых признаны.
Право выдвижения кандидатур на должность Председателя Совета министров Автономной Республики Крым принадлежит депутатам Верховного Совета Крыма.

### Полномочия
Председатель Совета министров Крыма представляет Совет министров Крыма в отношениях с Президентом Украины, Верховной Радой Украины, Кабинетом Министров Украины, центральными и местными органами исполнительной власти Украины, органами местного самоуправления, предприятиями, учреждениями и организациями, гражданами, их объединениями, должностными лицами, органами других государств, их регионов, объединений граждан, учреждений, организаций; с международными организациями; организует деятельность Совета министров Крыма.
Председатель Совета министров Крыма:
- ведет заседания Совета министров Крыма, обеспечивает подготовку заседаний и организует контроль за исполнением актов Совета министров Крыма;
- представляет Верховному Совету Крыма кандидатуры для назначения на должности заместителей Председателя Совета министров Крыма, министров, председателей республиканских комитетов;
- утверждает штатное расписание министерств, республиканских комитетов, аппарата Совета министров в пределах численности и сметы расходов, утвержденных Верховном Советом Крыма;
- осуществляет общее руководство подготовкой вопросов, подлежащих рассмотрению на заседаниях Совета министров Крыма;
- подписывает постановления, решения и распоряжения Совета министров Крыма, договоры, соглашения в пределах своих полномочий;
- вручает Почетную грамоту Совета министров Крыма;
- согласовывает назначение на должности и освобождение от должностей заместителей начальника Главного управления Министерства внутренних дел Украины в Крыму, начальников городских и районных отделов внутренних дел Главного управления Министерства внутренних дел Украины в Крыму; заместителей начальника Главного управления юстиции Министерства юстиции Украины в Крыму; председателя и заместителей председателя Государственной налоговой администрации в Крыму и руководителей районных и городских государственных налоговых инспекций в Крыму; начальника и заместителей начальника управления налоговой милиции в Крыму; начальника и заместителей начальника Контрольно-ревизионного управления в Крыму; начальника и заместителей начальника Крымской региональной таможни; директора Радиотелевизионного передающего центра.

## Председатели Совета министров Республики Крым
- Сергей Валерьевич Аксёнов (17 марта 2014 — 20 сентября 2019)
- Юрий Михайлович Гоцанюк (и. о. 20 сентября — 1 октября 2019; с 1 октября 2019)